# Olst-Wijhe
Olst-Wijhe es un municipio de la provincia de Overijssel, en los Países Bajos. Cuenta con una superficie de 118,37 km ², de los que 4,29 km ² corresponden a la superficie ocupada por el agua. El 1 de enero de 2014 el municipio tenía una población de 17.770 habitantes, lo que supone una densidad de 156 h/km². 
El municipio se creó a raíz de la reorganización municipal de 2001, por la fusión de los antiguos Olst y Wijhe. Inicialmente se llamó simplemente Olst, pero en marzo de 2002 se cambió su nombre por el actual atendiendo a las quejas de los vecinos de Wijhe. Forman el municipio 18 núcleos de población además de los citados Olst y Wijhe, donde se encuentra el ayuntamiento. Atravesado por el río IJssel, solo dos de la aldeas que lo forman, Marle y Welsum, se sitúan en la orilla oeste. La agricultura, las industrias de la carne y la fabricación de ladrillos han sido tradicionalmente las bases de la actividad económica. 
Tanto Olst como Wijhe tienen estación de ferrocarril en la línea que une Zwolle con Deventer. 

## Galería de imágenes

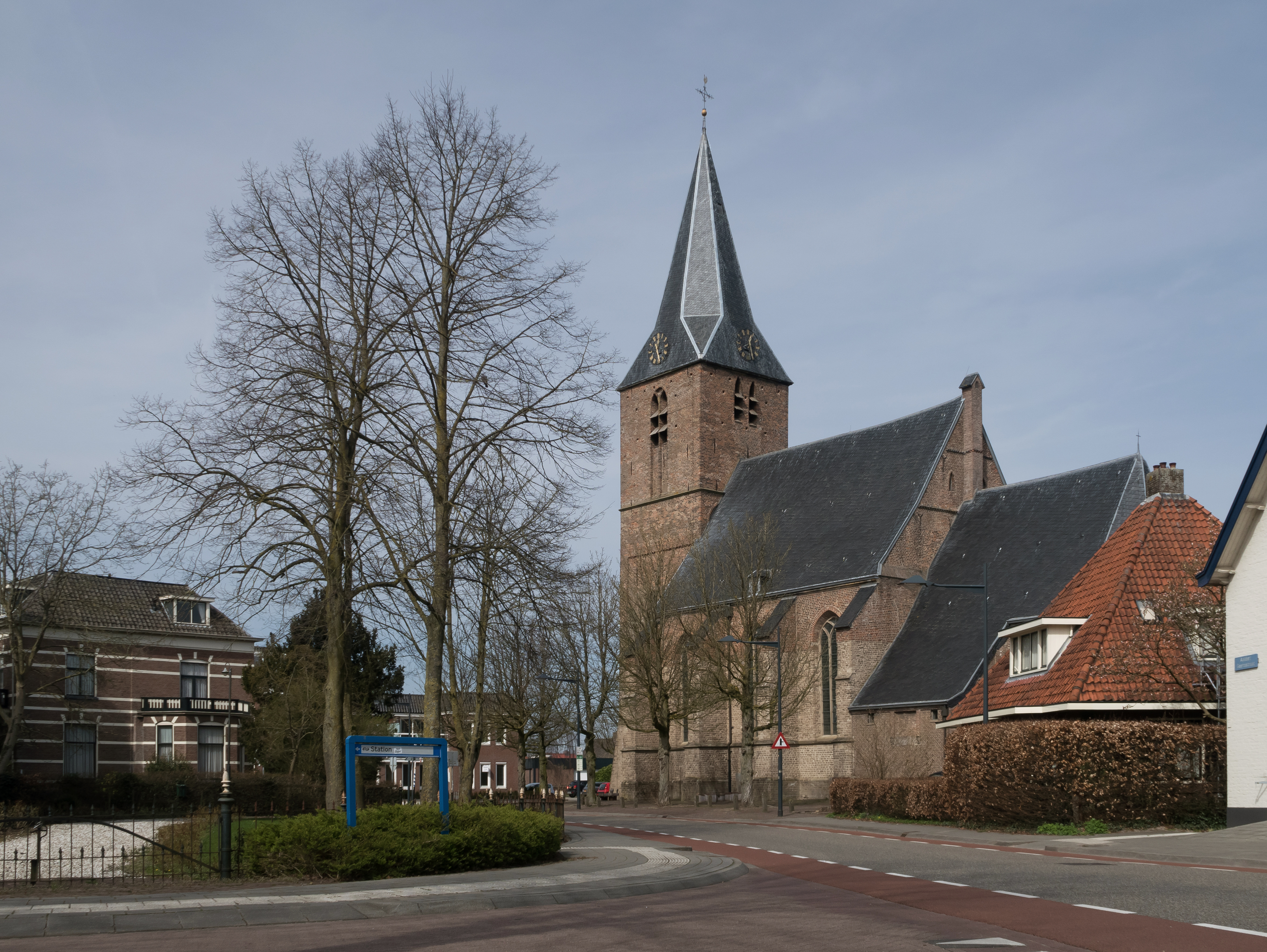
Olst, la iglesia protestante
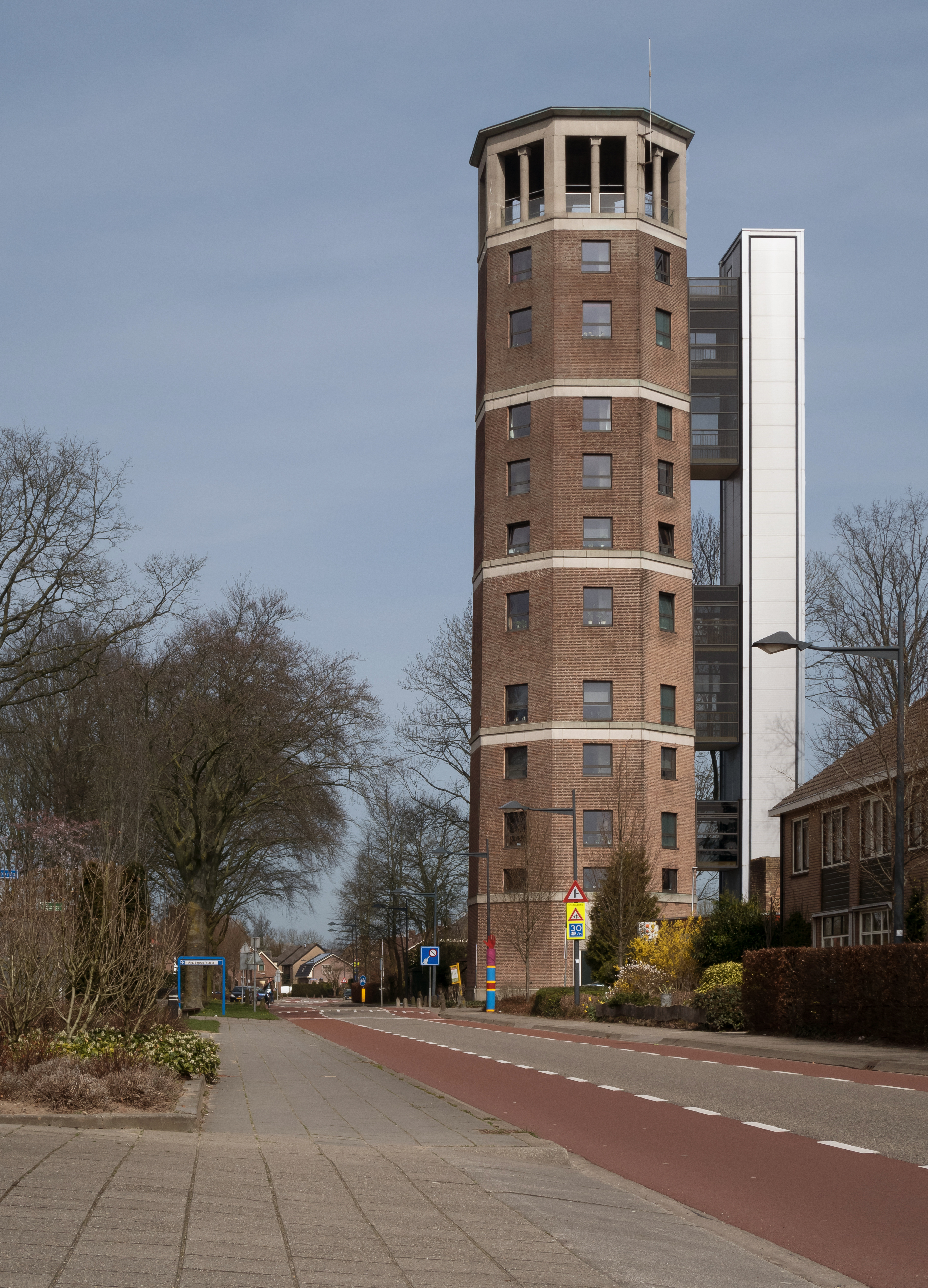
Olst, la torre de agua
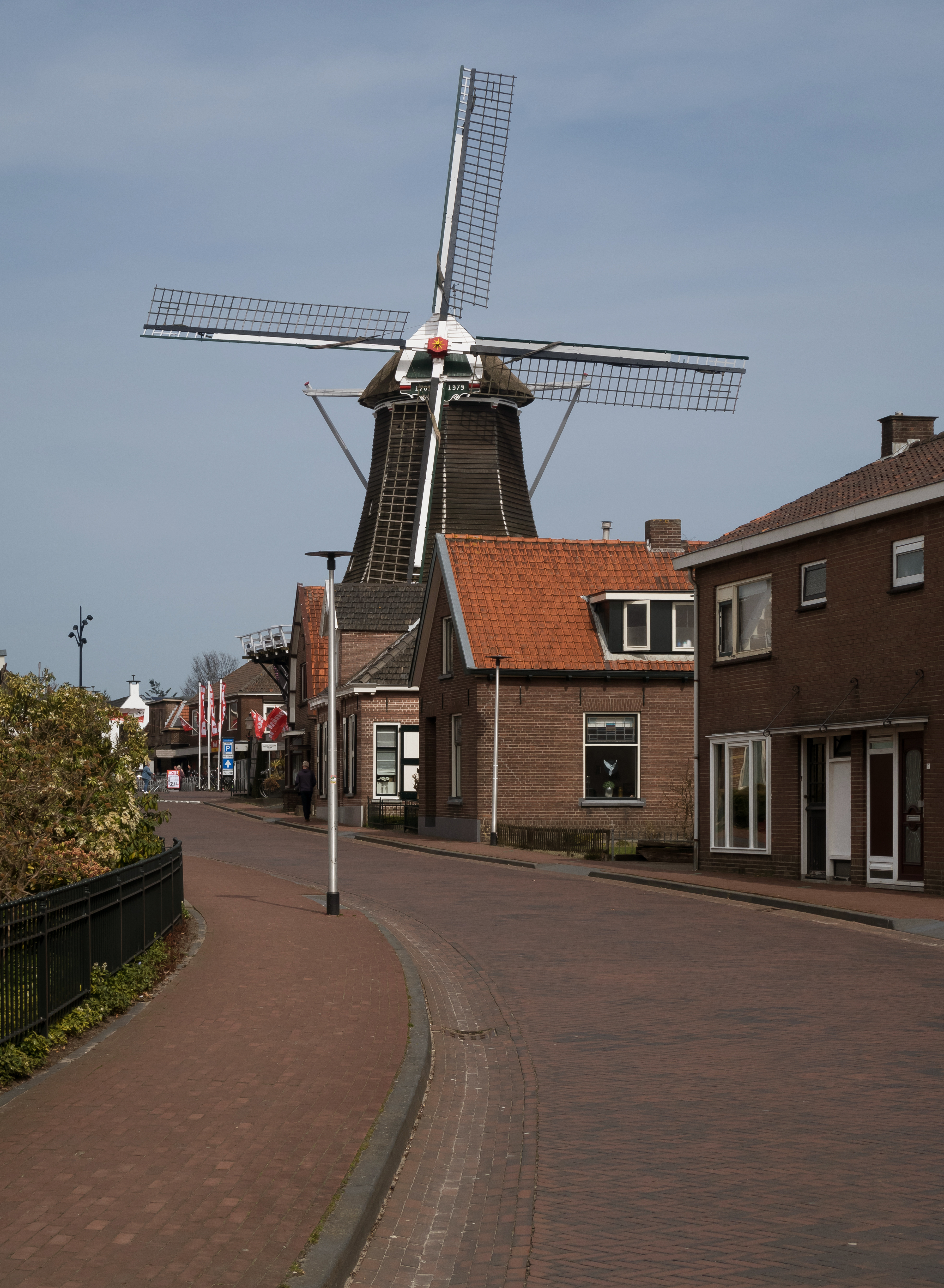
Wijhe, el molino: el Wijhese Molen
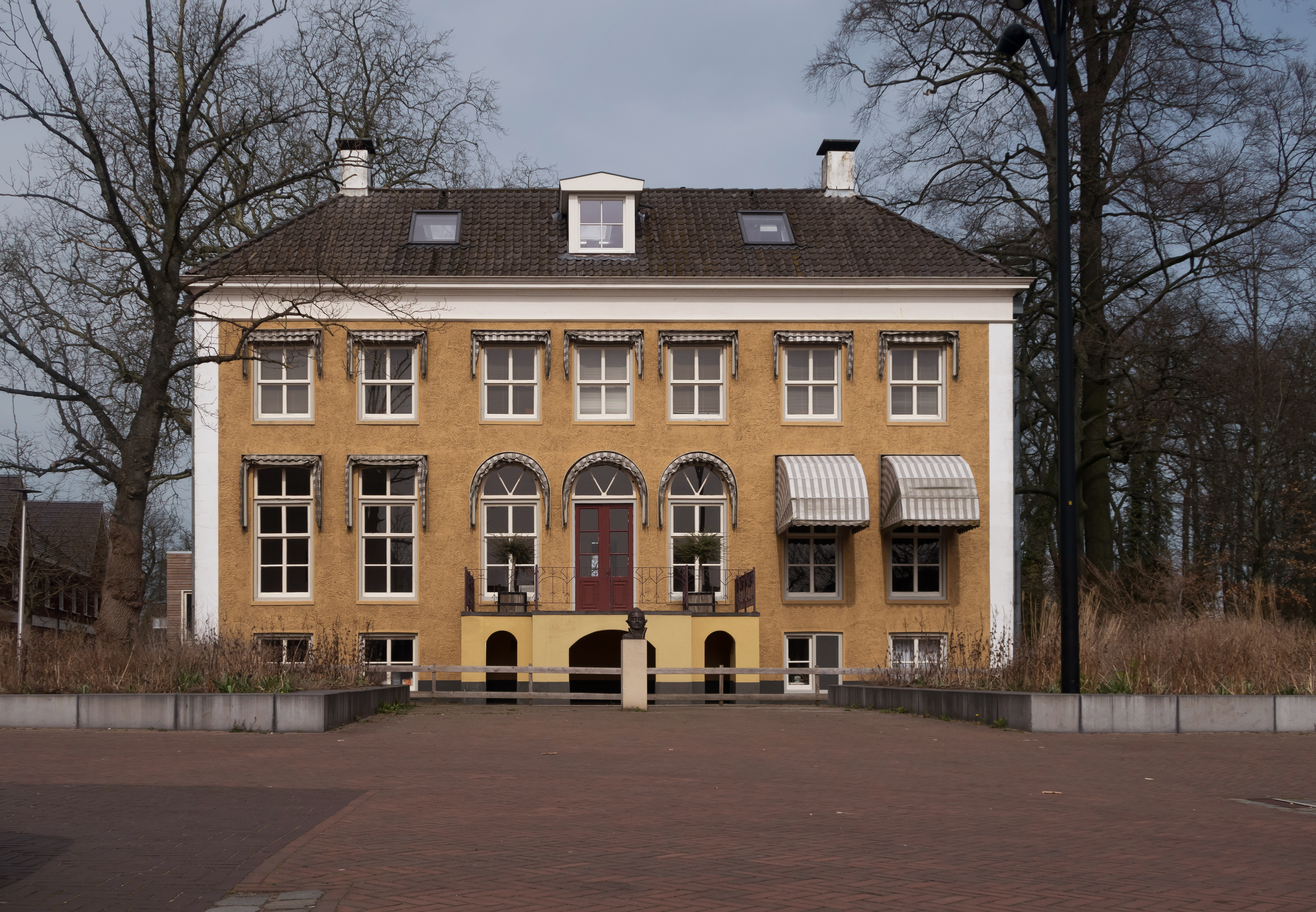
Wijhe, la villa en la Van Dedemplein
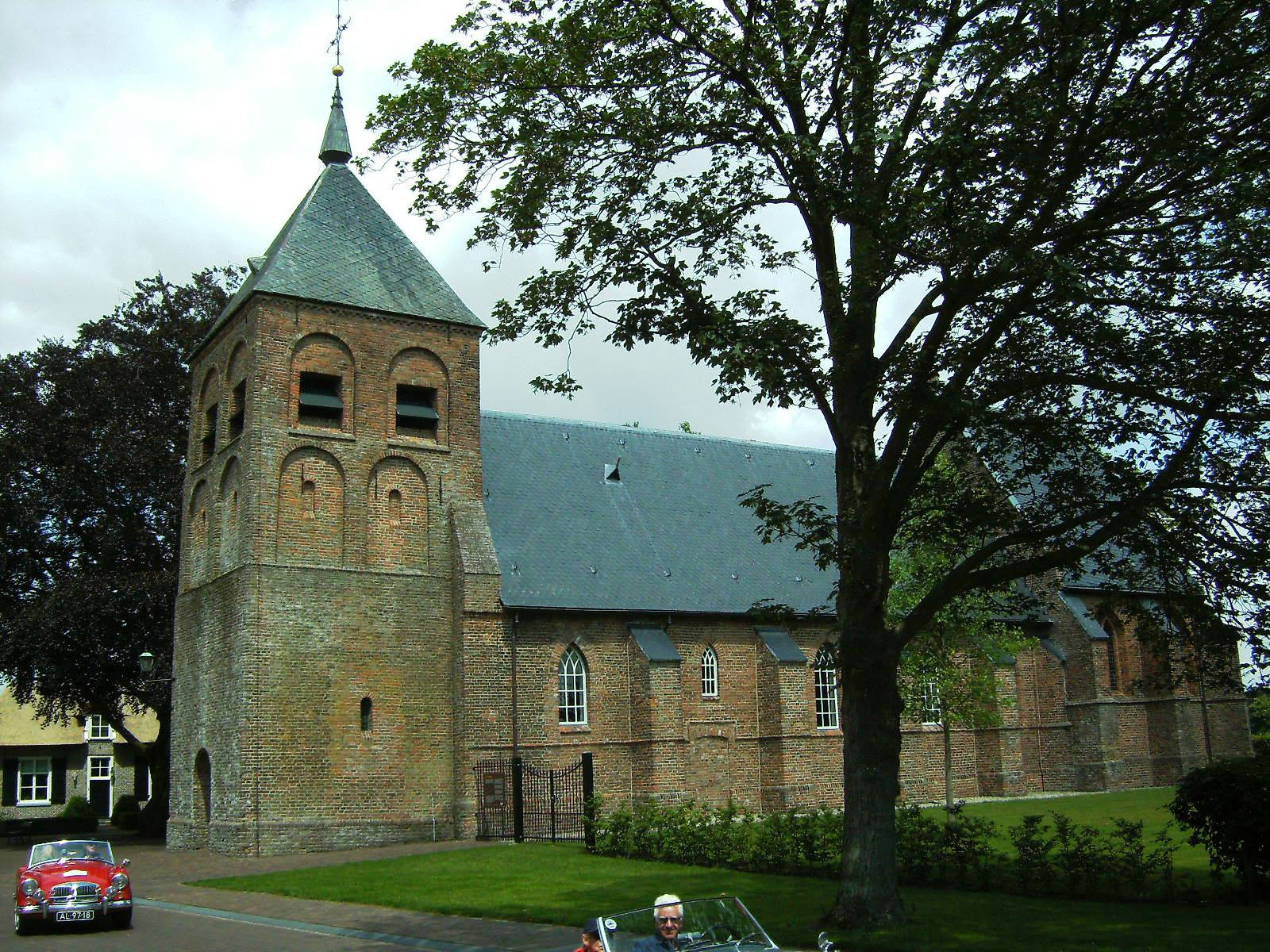
Wesepe, iglesia de San Nicolás
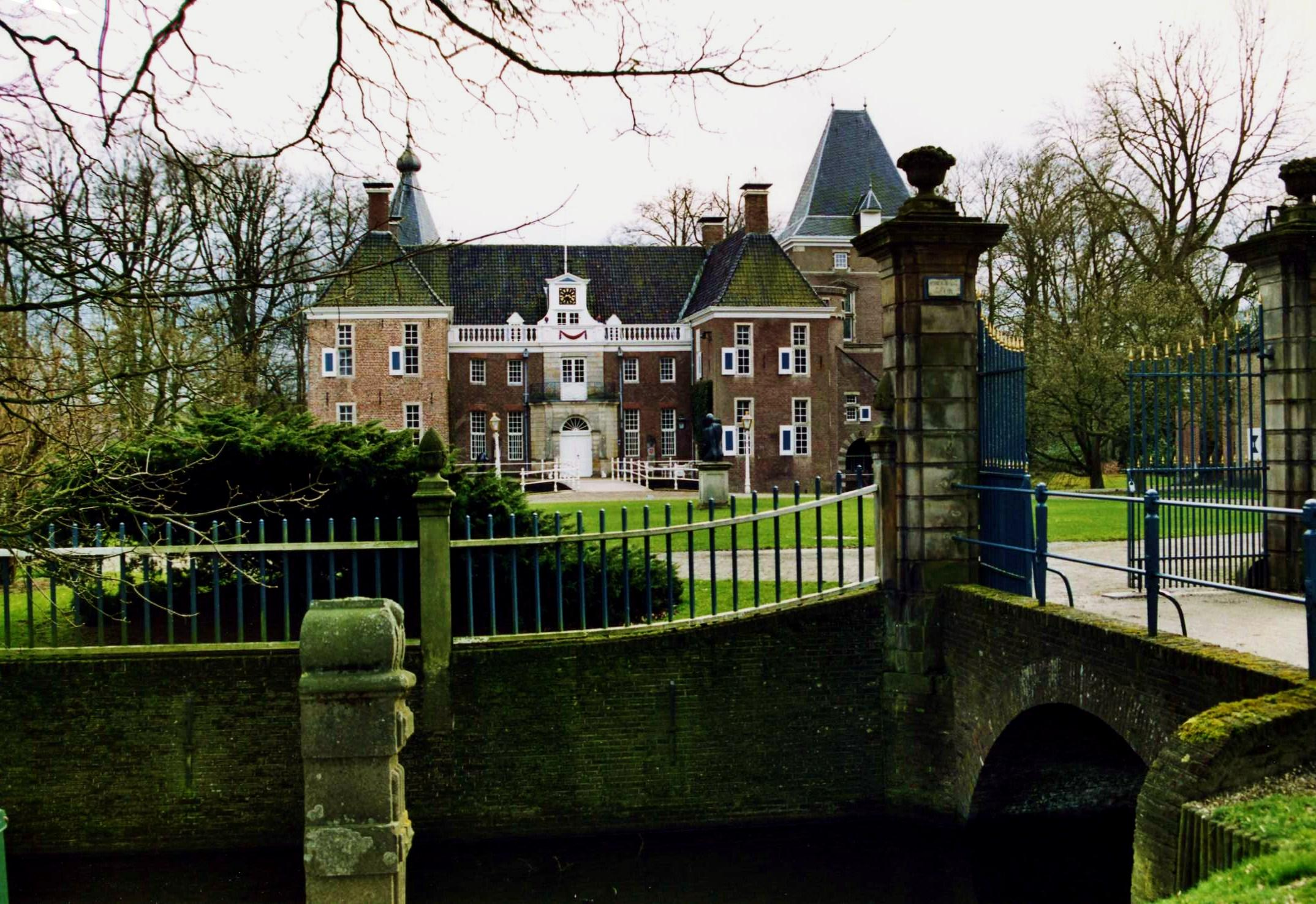
Nijenhuis, mansión señorial entre Wijhe y Heino convertida en museo de arte contemporáneo
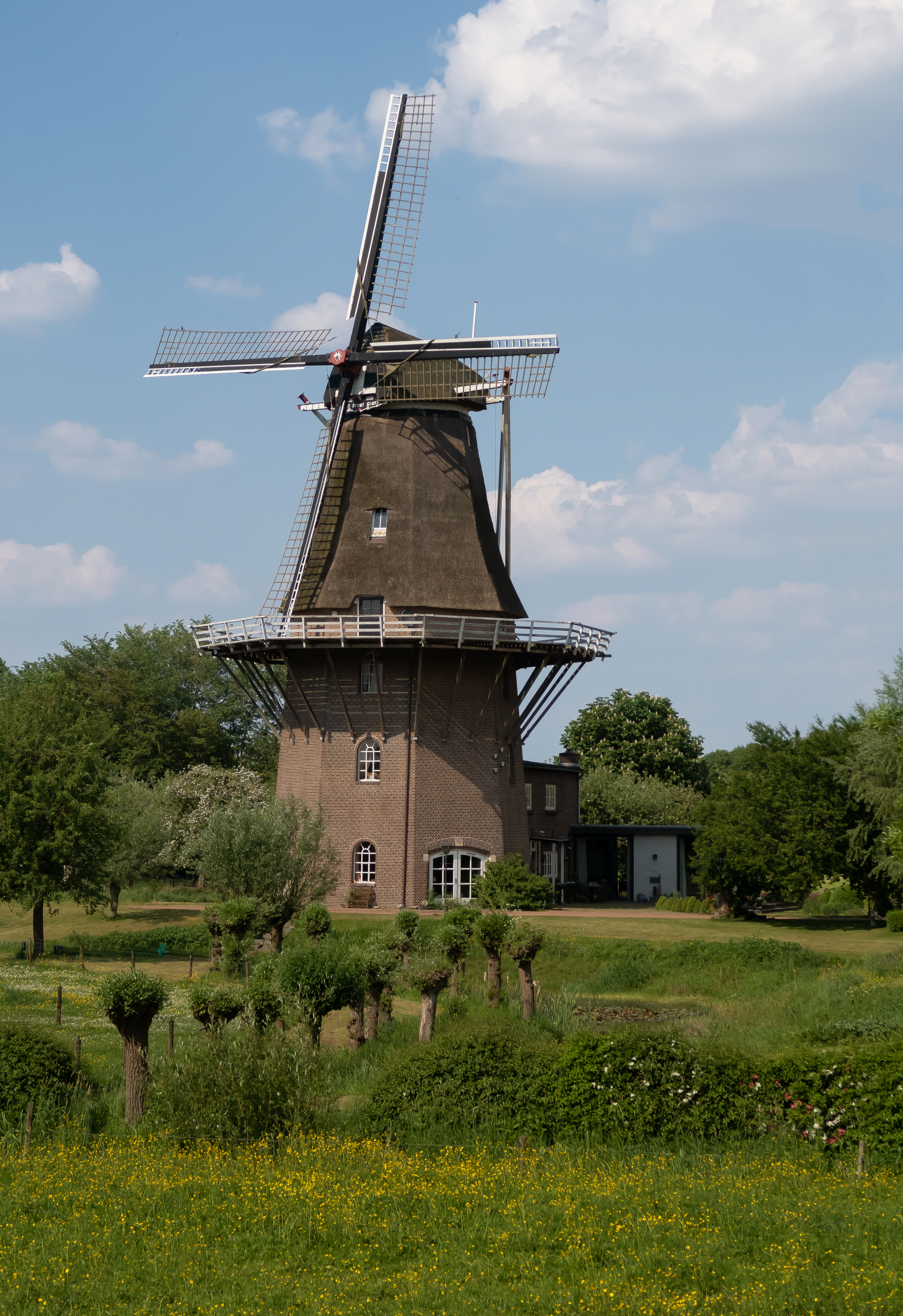
Welsum, el molino: korenmolen Houdt Braef Stant
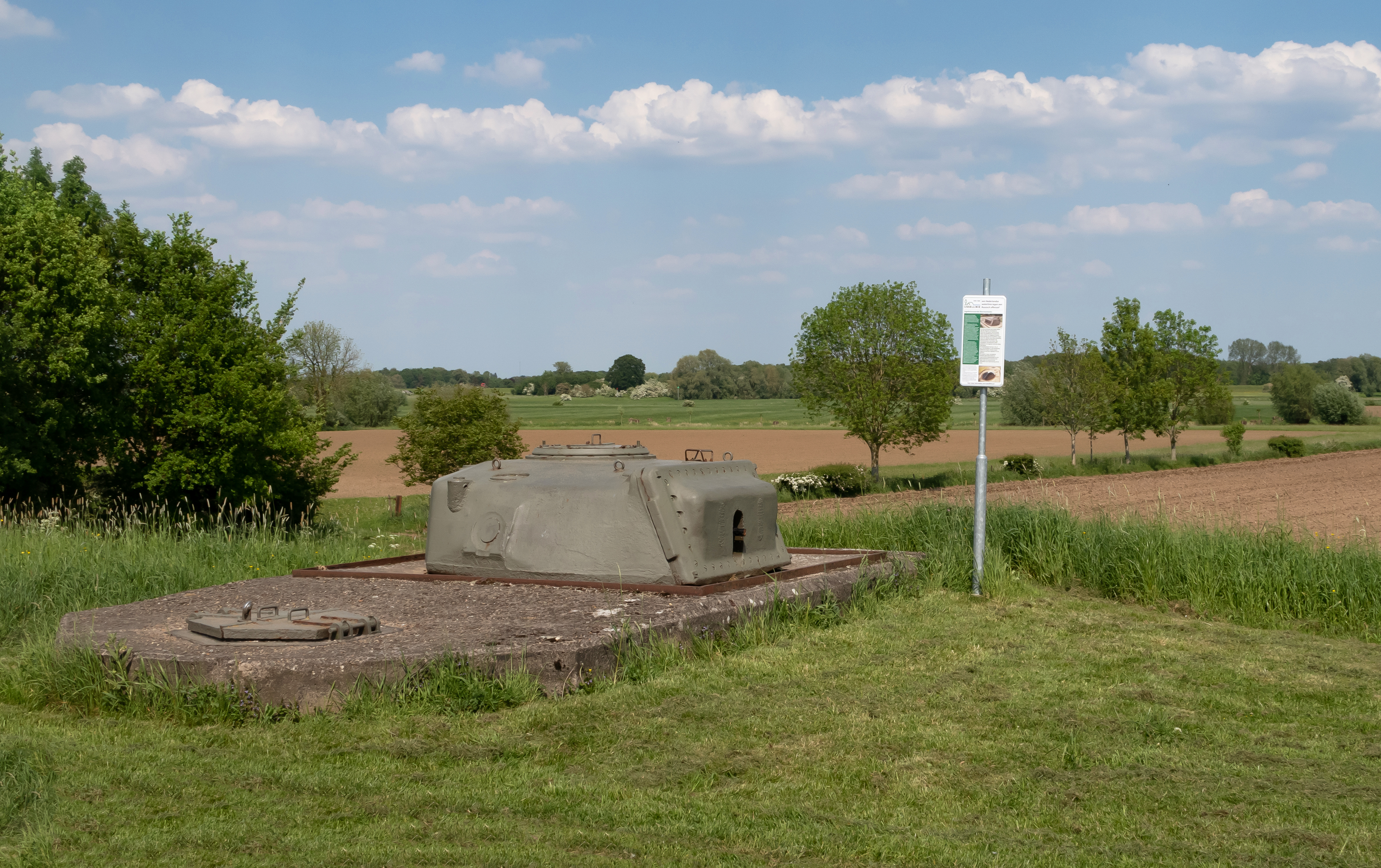
cerca Welsumerveld, la línea IJssel